# Sun-Ken Rock
Sun-Ken Rock (サンケンロック, Sanken Rokku) est un seinen manga écrit et illustré par Boichi. Il est prépublié entre 2006 et 2016 dans le bimestriel Young King de l'éditeur Shōnen Gahōsha, et est compilé en 25 tomes. La version française est publiée par Doki-Doki. La série est également éditée en numérique par Crunchyroll. L'auteur confie dans une interview que ses inspirations pour créer Sun-Ken Rock sont Sōten Kōro (en) de King Gonta et Vagabond de Takehiko Inoue.
Une mini-série dérivée de trois chapitres a été publiée en 2011.

## Synopsis
Ken Kitano, un jeune Japonais, débarque à Séoul afin d'intégrer les forces de police comme Yumin, la fille qu’il aime. Les mésaventures vont alors s'enchaîner pour lui et alors qu’il noie son désespoir dans l'alcool au comptoir d’un restaurant ambulant, des mafieux agressent le patron, mais Ken décide de défendre le pauvre homme. Tae-Soo, le boss d'un gang de quartier, assiste à la scène et apprécie fortement sa réaction ainsi que ses qualités de combattant. Il lui propose donc d'intégrer sa bande. C'est une nouvelle vie tourmentée et pleine d'aventures qui commence pour Ken.
Liste des arcs narratifs :
1. Saga de l’ascension :
  - Arc Sun-Ken Rock team
    - Partie recrutement de Kitano Ken
    - Partie Do-Heun Chang

  - Arc section Est du groupe Gal-Ki
  - Arc entrainement du mont Jiri
  - Arc Imperial Casino
  - Arc Rome
  - Arc Idols
  - Arc du guide
2. Saga du déclin
  - Arc Tae-Soo Park
  - Arc Hakuryu-Kai
  - Arc de la nouvelle Sun-Ken Rock team

## Personnages
Ken Kitano (北野堅, Kitano Ken)
Le protagoniste principal de la série. Il est un délinquant dont les parents ont été tués dans une guerre de yakuza lorsqu'il avait 13 ans. Il abandonne son lycée au Japon pour rejoindre Yumin, la fille dont il est amoureux, en Corée du Sud. Une fois arrivé il est incapable de trouver un travail et vit comme un ermite pendant un an. Après avoir sauvé un vieillard de voyous exigeant des taxes, il est repéré par un gang local pour devenir un subordonné de Tae-soo. Après l'avoir combattu, ce dernier lui offre le poste de boss qu'il décline initialement. En effet il voulait rejoindre la police aux côtés de Yumin. Il deviendra finalement le leader de la Sun-Ken Rock Team. Sa force et son sens de la justice lui permettent de gagner la loyauté de son gang et la reconnaissance de la communauté locale. Il cache souvent sa véritable positon. Par exemple, Yumin le croit employé d'une entreprise de jeux vidéos.
Yumi "Yumin" Yoshizawa (吉沢祐美, Yoshizawa Yumi)
Personnage dont ken est amoureux. Elle quitte le Japon pour devenir policière en Corée du Sud au sein du département combattant le crime organisé. Elle se présente initialement en tant que coréenne du nom de Yumin. Son véritable nom est Yumi et elle est japonaise. On découvre plus tard qu'elle est la fille du boss des yakuzas japonais, lui même étant le meurtrier des parents de Ken. Sa mère et sa sœur ont été éliminées par d'autres yakuzas durant sa jeunesse. Elle éprouve ainsi une haine viscérale envers les gangsters et criminels. Elle maîtrise les arts martiaux, le katana et est une combattante redoutable. Elle finit par éprouver des sentiments pour Ken sans pour autant connaître sa véritable situation. Elle l'apprend par Kim Ban-Phuong qui la tient alors en otage pour attirer Ken. Elle se sent d'abord trahie mais finit par lui pardonner. Ils partent en vacances ensemble sur l'île de Jeju où ils feront finalement l'amour avant de décider d'attaquer son père pour enfin mettre un terme aux agissements des yakuzas. Une fois cela fait, elle trahira Ken, le laissant pour mort, avant de prendre la tête du clan de son défunt père.
Tae-Soo Park (朴 泰秀（パク・テス）, Pak Tesu)
San-Dae "Pickaxe" Yang (梁 相太（ヤン・サンテ）, Yan Sande)

## Liste des volumes
| no | Japonais          | Japonais          | Français          | Français          |
| no | Date de sortie    | ISBN              | Date de sortie    | ISBN              |
| -- | ----------------- | ----------------- | ----------------- | ----------------- |
| 1  | 27 septembre 2006 | 978-4-7859-2684-7 | 11 juin 2008      | 978-2-35078-512-7 |
| 2  | 12 janvier 2007   | 978-4-7859-2737-0 | 13 août 2008      | 978-2-35078-529-5 |
| 3  | 9 juillet 2007    | 978-4-7859-2814-8 | 3 décembre 2008   | 978-2-35078-558-5 |
| 4  | 9 novembre 2007   | 978-4-7859-2873-5 | 11 mars 2009      | 978-2-35078-611-7 |
| 5  | 9 avril 2008      | 978-4-7859-2931-2 | 17 juin 2009      | 978-2-35078-669-8 |
| 6  | 28 juillet 2008   | 978-4-7859-2999-2 | 16 septembre 2009 | 978-2-35078-718-3 |
| 7  | 25 novembre 2008  | 978-4-7859-3064-6 | 2 décembre 2009   | 978-2-35078-793-0 |
| 8  | 22 juin 2009      | 978-4-7859-3181-0 | 10 mars 2010      | 978-2-35078-880-7 |
| 9  | 21 janvier 2010   | 978-4-7859-3301-2 | 8 septembre 2010  | 978-2-81890-034-5 |
| 10 | 9 août 2010       | 978-4-7859-3440-8 | 12 janvier 2011   | 978-2-81890-264-6 |
| 11 | 11 janvier 2011   | 978-4-7859-3547-4 | 8 juin 2011       | 978-2-81890-597-5 |
| 12 | 25 mai 2011       | 978-4-7859-3602-0 | 9 novembre 2011   | 978-2-81890-822-8 |
| 13 | 22 août 2011      | 978-4-7859-3681-5 | 11 avril 2012     | 978-2-81890-919-5 |
| 14 | 28 novembre 2011  | 978-4-7859-3741-6 | 4 juillet 2012    | 978-2-81892-009-1 |
| 15 | 23 avril 2012     | 978-4-7859-3828-4 | 28 novembre 2012  | 978-2-81892-214-9 |
| 16 | 27 août 2012      | 978-4-7859-3906-9 | 13 mars 2013      | 978-2-81892-309-2 |
| 17 | 26 novembre 2012  | 978-4-7859-3969-4 | 3 juillet 2013    | 978-2-81892-416-7 |
| 18 | 11 mars 2013      | 978-47859-5005-7  | 2 octobre 2013    | 978-2-81892-496-9 |
| 19 | 8 juillet 2013    | 978-4-7859-5082-8 | 5 février 2014    | 978-2-81892-569-0 |
| 20 | 25 novembre 2013  | 978-4-7859-5171-9 | 2 juillet 2014    | 978-2-81893-118-9 |
| 21 | 23 juin 2014      | 978-4-7859-5318-8 | 5 novembre 2014   | 978-2-81893-220-9 |
| 22 | 25 novembre 2014  | 978-4-7859-5427-7 | 3 juin 2015       | 978-2-81893-299-5 |
| 23 | 22 juin 2015      | 978-4-7859-5571-7 | 13 janvier 2016   | 978-2-81893-375-6 |
| 24 | 26 octobre 2015   | 978-4-7859-5644-8 | 6 juillet 2016    | 978-2-81893-634-4 |
| 25 | 25 avril 2016     | 978-4-7859-5757-5 | 9 novembre 2016   | 978-2-81894-039-6 |

### Édition française
1. 1 2  Tome 1
2. 1 2  Tome 2
3. 1 2  Tome 3
4. 1 2  Tome 4
5. 1 2  Tome 5
6. 1 2  Tome 6
7. 1 2  Tome 7
8. 1 2  Tome 8
9. 1 2  Tome 9
10. 1 2  Tome 10
11. 1 2  Tome 11
12. 1 2  Tome 12
13. 1 2  Tome 13
14. 1 2  Tome 14
15. 1 2  Tome 15
16. 1 2  Tome 16
17. 1 2  Tome 17
18. 1 2  Tome 18
19. 1 2  Tome 19
20. 1 2  Tome 20
21. 1 2  Tome 21
22. 1 2  Tome 22
23. 1 2  Tome 23
24. 1 2  Tome 24
25. 1 2  Tome 25